# 関西テレビ制作・水曜夜10時枠の連続ドラマ
関西テレビ制作・水曜日夜10時枠の連続ドラマとはかつて、1970年9月～1972年2月及び1973年10月3日～1975年2月26日まで毎週水曜日夜10時台に大阪･関西テレビ制作・フジテレビ（FNS）系列全国ネットで放送されていた連続ドラマや時代劇の総称である。1972年2月までの第1期は三菱グループの単独提供だったが、第2期は三宅本店（酒王 千福）を筆頭とした複数社提供となった。

## 遍歴
- この枠が始まる以前の水曜夜10時台は、1959年7月19日から1960年4月27日までの「白雪劇場」や1965年10月6日から1966年4月6日までの「信託水曜劇場」等といった放送枠でのテレビドラマの放送を経て、夜10時～10時45分枠でスポーツ番組「ダイヤモンドグローブ」を放送していたが、1970年4月に30分繰り下がると、夜10時～10時30分に日本万国博覧会関連番組「エキスポスタジオ 世界のひろば」を放送、そして終了後に同枠で30分ドラマを編成して開始、やがて「ダイヤモンドグローブ」が廃枠になると、夜10時～10時45分に拡大して継続した。
- 1972年4月からは、夜10時～10時30分が牛乳石鹸共進社一社提供の「シャボン玉ビッグワンショー」→「シャボン玉ミュージックジョイ」（関西テレビ制作。なお牛乳石鹸提供枠は平日昼2時台放送の「シャボン玉アワー」を引き継ぐ）、夜10時30分～10時45分が「スポーツアワー」（フジテレビとスポニチクリエイツ制作。）夜10時45分～11時が東海テレビ放送制作名鉄グループ提供の「ふるさと紀行」を放送していたが、1973年より54分の全国ネット枠と6分のローカルセールスミニ番組へ刷新して1時間の時間枠で再開した。

## 放送された番組

### 第1期（30&45分枠時代）
| タイトル   | 放映期間                      | 話数 | 製作会社                | 主演者   | 備考                  |
| ---------- | ----------------------------- | ---- | ----------------------- | -------- | --------------------- |
| がめつい奴 | 1970年9月16日 - 12月30日      | 16   | 松山善三 プロダクション | 三益愛子 | ここから22:00 - 22:30 |
| 口紅と鏡   | 1971年1月6日 - 3月31日        | 13   |                         | 岡田英次 |                       |
| 女人武蔵   | 1971年4月7日 - 9月29日        | 26   | 松山善三 プロダクション | 八千草薫 | ここから22:00 - 22:45 |
| 遠い夏の日 | 1971年10月6日 - 1972年2月16日 | 20   | 松山善三 プロダクション | 田村高広 |                       |

### 第2期（1時間枠時代）
| タイトル                        | 放映期間                      | 話数 | 製作会社 | 主演者   | 備考               |
| ------------------------------- | ----------------------------- | ---- | -------- | -------- | ------------------ |
| 科学捜査官                      | 1973年10月3日 - 1974年3月27日 | 24   | 松竹     | 芦田伸介 |                    |
| 特捜記者 ↓ 特捜記者・犯罪を追え | 1974年4月3日 - 9月25日        | 25   | 松竹     | 芦田伸介 | 14話より改題       |
| 運命峠                          | 1974年10月2日 - 1975年2月26日 | 21   | 東映     | 田村正和 | この枠唯一の時代劇 |

## その後
- この枠の後継番組は、つなぎ番組「東西対抗お笑いルーレット」（3月中に放送。1981年4月に同枠で放送される「激突!お笑いルーレット」の原型）を挟んで開始した「おくにじまんスター自慢」（前半ロート製薬一社提供・後半複数社提供）である。

以後1991年10月改編に復活されるまで水曜10時連続ドラマは中断されて、ロート製薬&複数社提供バラエティー（この後身が「SMAP×SMAP」(現在の「ザ・共通テン!」に相当する。)）→歌番組（「夜のヒットスタジオ」シリーズ）中心の番組編成となっていた。
- さらにその後2013年4月改編よりフジテレビ制作の連続ドラマが再開したが、2016年3月を以って廃枠になったものの、2022年4月から6年ぶりに再開している。

## 関連番組
- フジテレビ水曜9時枠の連続ドラマ/平岩弓枝ドラマシリーズ/水曜劇場 (フジテレビ)
- フジテレビ水曜10時枠の連続ドラマ
- 白雪劇場 - 1959年7月19日から1960年4月27日までの、時間帯変更前の最初期に毎週水曜22:00-22:30に編成していたテレビドラマ放送枠。
- 信託水曜劇場 - 1965年10月6日から1966年4月6日までフジテレビが毎週水曜22:00-22:45に編成していたテレビドラマ放送枠。

| 関西テレビ制作・フジテレビ系列 水曜22時台前半枠 | 関西テレビ制作・フジテレビ系列 水曜22時台前半枠              | 関西テレビ制作・フジテレビ系列 水曜22時台前半枠                                                                                |
| 前番組 | 番組名                                                       | 次番組 |
| --- | ------------------------------------------------------------ | --- |
| エキスポスタジオ 世界のひろば | 関西テレビ制作 水曜夜10時枠の連続ドラマ （1970.9 - 12）      | 関西テレビ制作 水曜夜10時枠の連続ドラマ （22:00 - 22:45）                                                                      |
| 関西テレビ制作・フジテレビ系列 水曜22:00 - 22:45枠 |                                                              | |
| 関西テレビ制作 水曜夜10時枠の連続ドラマ （22:00 - 22:30）ダイヤモンドグローブ （22:30 - 23:00）                                                        | 関西テレビ制作 水曜夜10時枠の連続ドラマ （1971.1 - 1972.2）  | 日本列島走りある記 （つなぎ番組） ↓ 22:00-シャボン玉ビッグワンショー 22:30-スポーツアワー 【フジテレビ制作】                   |
| 関西テレビ制作・フジテレビ系列 水曜22時枠 |                                                              | |
| シャボン玉ミュージックジョイ （22:00 - 22:30）スポーツアワー （22:30 - 22:45） 【フジテレビ制作】ふるさと紀行 （22:45 - 23:00） 【東海テレビ放送制作】 | 関西テレビ制作 水曜夜10時枠の連続ドラマ （1973.10 - 1975.2） | 東西対抗お笑いルーレット ※つなぎ番組 ↓ おくにじまんスター自慢 ※これより「前半ロート製薬一社提供、 後半複数社」提供番組路線開始 |